# Главный испытательный космический центр имени Г. С. Титова
153-й главный испытательный орденов Октябрьской Революции и Трудового Красного Знамени центр испытаний и управления космическими средствами имени Г. С. Титова (войсковая часть 32103) — находящийся в составе Космических войск ВКС России центр управления полётами, из которого осуществляется управление космическими аппаратами военного и гражданского назначения (кроме пилотируемых). Расположен в городе Краснознаменск Московской области.

## История
8 мая 1957 года в связи с подготовкой к запуску первого советского спутника в соответствии с директивой Генерального штаба ВС СССР началось создание Центра по руководству и координации работ комплекса измерительных средств, средств связи, службы единого времени и 13 отдельных контрольно-измерительных пунктов, которые совместно образовали Командно-измерительный комплекс: Тюра-Там (КИП-1), Макат (КИП-2), Сары-Шаган (КИП-3) в Казахстане; Енисейск (КИП-4), Искуп (КИП-5) в Красноярском крае; Елизово (КИП-6), Ключи (КИП-7) на Камчатке; Гижига (КИП-8) под Магаданом; Красное Село (КИП-9) под Ленинградом; Симферополь (КИП-10) в Крыму; Сартычалы (КИП-11) в Грузии; Новосибирск (КИП-12); Улан-Удэ (КИП-13). 
12 июля 1957 года в соответствии с директивой начальника Главного штаба Сухопутных войск местом дислокации центра был определён НИИ-4 в посёлке Болшево Московской области. 
4 октября 1957 года центр начал осуществлять контроль полёта первого искусственного спутника Земли. Приказом Министра обороны СССР от 3 августа 1960 года № 105 дата 4 октября определена как годовщина образования Центра.
12 апреля 1961 года Центр осуществлял управление полётом первого в мире обитаемого космического корабля «Восток» с космонавтом Ю. А. Гагариным.
В 1967 году директивой Главнокомандующего РВСН центр был передислоцирован из Москвы в посёлок Голицыно-2 (ныне г. Краснознаменск) Московской области. 
25 августа 1977 года указом Президиума Верховного Совета СССР за большие заслуги в деле освоения специальной техники, укрепления обороны страны и высокие показатели в боевой и политической подготовке Центр контрольно-измерительного комплекса искусственных спутников Земли и космических объектов был награждён орденом Трудового Красного Знамени.
В январе 1982 года Центр контрольно-измерительного комплекса искусственных спутников Земли и космических объектов был переименован в Главный научно-исследовательский испытательный центр космических средств Министерства обороны СССР. 
10 декабря 1982 года указом Президиума Верховного Совета СССР за большие заслуги в укреплении обороны страны, освоении и эксплуатации новых образцов специальной техники Главный научно-исследовательский испытательный центр космических средств был награждён орденом Октябрьской Революции.
11 мая 1990 года Главный научно-исследовательский испытательный центр космических средств Министерства обороны СССР был переименован в Главный испытательный центр испытаний и управления космическими средствами Министерства обороны СССР.
С 7 мая 1992 года входил в состав Военно-космических сил.
С ноября 1997 года  передан в подчинение РВСН.
С 14 апреля 2001 года входит в состав Космических войск. 
14 августа 2001 года Указом Президента Российской Федерации № 1044 Главному испытательному центру испытаний и управления космическими средствами за достигнутые успехи в деле освоения космоса, высокий уровень специальной подготовки личного состава и в целях увековечения памяти второго космонавта планеты Героя Советского Союза генерал-полковника Г. С. Титова было присвоено почётное наименование «имени Г. С. Титова».

## Состав
- Управление ГИКЦ;
- Научно-испытательное управление (НИУ);
- три испытательных центра (ИЦ), два из которых предназначены для управления и проведения лётных испытаний космических систем и комплексов в зависимости от их предназначения, а также баллистический центр, который решает задачи обработки траекторной информации, поступающей с космических аппаратов, ракет-носителей и межконтинентальных баллистических ракет;
- части управления КА (ОКИК, ОИП)[5][3].

Основу спутниковой системы связи ГИКЦ составляет система спутниковой связи «Приморка».
Ежесуточно в ГИКЦ на посты заступают около 900 офицеров, солдат и специалистов из числа гражданского персонала.

## Руководители
- генерал-майор Витрук А. А. (1957—1959);
- генерал-майор Карась А. Г. (1959—1965);
- генерал-майор Спица И. И. (1965—1971);
- генерал-майор Стаценко И. Д. (1971—1976);
- генерал-лейтенант Шлыков Н. Ф. (1976—1988);
- генерал-лейтенант Иванов В. Н. (1988—1992);
- генерал-лейтенант Западинский А. Б. (1992—2002);
- генерал-лейтенант Колесников Н. П. (2002—2007);
- генерал-лейтенант Головко А. В. (2007—2011)[5];
- генерал-майор Майданович О.В. (06.2011—10.2011)
- генерал-майор Ильин А. В. (2011—2015);
- генерал-майор Марчук С. И. (с 2015-2024);
- полковник Оголев А.В. (с 2024).